# Maire Österdahl
Maire Österdahl (Finlandia, 12 de febrero de 1927) fue una atleta finlandesa especializada en la prueba de salto de longitud, en la que consiguió ser medallista de bronce europea en 1950.

## Carrera deportiva
En el Campeonato Europeo de Atletismo de 1950 ganó la medalla de bronce en el salto de longitud, con un salto de 5.57 metros, siendo superada por la soviética Valentina Bogdanova (oro con 5.82 metros) y la neerlandesa Wilhelmine Lust (plata con 5.63 metros).